# 大久保潔重
大久保 潔重（おおくぼ ゆきしげ、1966年〈昭和41年〉3月12日 - ）は、日本の政治家、歯科医師。諫早市長（2期）。元長崎県議会議員（通算4期）。元参議院議員（1期）。

## 来歴
長崎県諫早市生まれ。長崎県立諫早高等学校、長崎大学歯学部卒業。東京都、神奈川県の歯科医院勤務を経て、福岡県福岡市博多区で歯科医院を開業し、地域の歯科医療に携わる。2002年、小沢一郎政治塾修了（同塾の第1期生）。
2003年、長崎県議会議員選挙に出馬し、初当選した。2005年、長崎県議を任期途中で辞職し、第44回衆議院議員総選挙に長崎2区から民主党公認で出馬したが、自由民主党前職の久間章生に敗れ、落選した。2006年、長崎県議会補欠選挙に出馬し、当選。2007年、再び任期途中で長崎県議を辞職し、第21回参議院議員通常選挙に民主党公認で長崎県選挙区から出馬。自由民主党新人の小嶺忠敏を破り、当選した。
2009年、小沢訪中団に参加し、中華人民共和国を訪問した。2013年の第23回参議院議員通常選挙では、民主党公認で長崎県選挙区から出馬したが、自民党新人の古賀友一郎に大差で敗れ、落選した。自身の敗因については、有権者の民主党に対する拒否感を挙げ、その最大の原因について菅直人元首相の名前を挙げた。2014年、第47回衆議院議員総選挙に長崎2区から民主党公認で出馬したが、自民党前職の加藤寛治に敗れ、落選。2015年、長崎県議会議員選挙に諫早市選挙区から無所属で出馬し、通算3期目の当選を果たした。2019年の県議選で4選。
2021年1月15日、同年3月28日投開票の諫早市長選挙に無所属で立候補することを表明。3月28日の投開票の結果、自民党の推薦を受けた現職の宮本明雄、元国土交通省職員の山村健志の2候補を破り初当選した。4月10日、市長就任。
※当日有権者数：111,401人 最終投票率：58.78%（前回比：＋0.56pts）
| 候補者名   | 年齢 | 所属党派 | 新旧別 | 得票数   | 得票率 | 推薦・支持     |
| ---------- | ---- | -------- | ------ | -------- | ------ | -------------- |
| 大久保潔重 | 55   | 無所属   | 新     | 22,714票 | 35.07% |                |
| 宮本明雄   | 72   | 無所属   | 現     | 21,167票 | 32.68% | （推薦）自民党 |
| 山村健志   | 47   | 無所属   | 新     | 20,880票 | 32.24% |                |

2025年3月23日の市長選挙では新人を破り再選。
※当日有権者数：110,025人 最終投票率：49.81%（前回比：-8.97pts）
| 候補者名   | 年齢 | 所属党派 | 新旧別 | 得票数   | 得票率 | 推薦・支持 |
| ---------- | ---- | -------- | ------ | -------- | ------ | ---------- |
| 大久保潔重 | 59   | 無所属   | 現     | 48,081票 | 90.64% |            |
| 犬尾公     | 51   | 諸派     | 新     | 4,963票  | 9.36%  |            |

## 政策・主張
- 日本国憲法第9条の改正、集団的自衛権の行使に反対[9]。
- 選択的夫婦別姓制度導入について、「どちらかといえば賛成」としている[10]。

## 人物
- 趣味は剣道、ボクシング、野球、音楽（ジャズ）、魚釣り。愛称は「炎のチャレンジャー」[11]。